# Hawa N'Diaye
Pour les articles homonymes, voir N'Diaye.
Hawa N'Diaye, née le 24 juillet 1995 à Strasbourg, est une handballeuse franco-sénégalaise évoluant au Brest Bretagne Handball et en équipe du Sénégal, jouant au poste de pivot.

## Biographie

### Enfance et formation
Hawa N'Diaye est formée à l'ASPTT Strasbourg.
À l'âge de 15 ans, elle frôle l'amputation de la jambe gauche après un accident dans un manège, alors qu'elle s'apprêtait à participer à son premier stage en équipe de France des moins de 16 ans ; elle aura une double fracture tibia-péroné.

### Carrière
Elle revient à la compétition un an après avant de connaître une nouvelle blessure en mars 2012 avec une rupture d'un ligament croisé au genou droit. En 2013, elle est repérée aux interpôles par Le Havre AC Handball, qui la prend dans son centre de formation.
Elle évolue au Metz Handball à partir de la saison 2014-2015 et intègre leur centre de formation, faisant des apparitions en équipe première ; elle gagne la Coupe de France cette saison-là. Le jour de ses 20 ans, elle se rompt le ligament croisé au genou gauche alors que sa convention avec le centre messin touche à sa fin ; elle est néanmoins conservée par le club sous un statut de stagiaire professionnelle. Ainsi, elle ne joue pas avec l'équipe professionnelle lors de la saison 2015-2016.
Franco-malienne, elle accepte pourtant en 2016 l'invitation de Frédéric Bougeant d'évoluer pour les couleurs de l'équipe nationale du Sénégal,. Elle participe alors au Championnat d'Afrique des nations 2016 en Angola où le Sénégal est disqualifié avant de disputer la finale à la suite d'un recours de la Tunisie sur l'alignement non réglementaire d'une autre joueuse. La saison 2016-2017 se conclut sur un doublé Coupe de France-Championnat de France[réf. nécessaire].
Ne s'imposant pas à Metz, elle quitte la Lorraine lors de l'intersaison 2017 pour rejoindre le Chambray Touraine Handball,,.
À la suite du forfait de Doungou Camara, elle est nommée capitaine de la sélection sénégalaise pour le Championnat d'Afrique des nations 2018 à Brazzaville, qui se conclut sur une finale perdue face aux Angolaises,.
Elle rejoint le Toulon Saint-Cyr Var Handball en 2019.
Elle fait partie de l'équipe sénégalaise terminant à la 18e place au Championnat du monde 2019 au Japon,.
Son contrat à Toulon est prolongé d'une saison en 2020.
Elle joue lors de la saison 2022-2023 au Siófok KC.
Fin décembre 2023, après une première partie de saison en Roumanie au SCM Gloria Buzău (en), elle s'engage pour 6 mois au Brest Bretagne Handball.

## Palmarès
- Championne de France 2017 avec le Metz Handball.
- Vainqueur de la Coupe de France en 2015 et 2017 avec le Metz Handball.
- Finaliste du Championnat d'Afrique des nations 2018 avec le Sénégal.